# گلگر ۳۵۹۵
سیارک ۳۵۹۵ (به انگلیسی: 3595 Gallagher، نامگذاری:1985TF1) سه هزار و پانصد و نود و پنجمین سیارک کشف شده‌است که در ۱۵ اکتبر ۱۹۸۵ کشف شد.
قدر مطلق سیارک برابر ۱۲٫۹۰ است.